# سیارک ۲۴۲۱۷
سیارک ۲۴۲۱۷ (به انگلیسی: 24217 Paulroeder، نامگذاری:1999XO70) بیست و چهار هزار و دویست و هفدهمین سیارک کشف شده‌است که در ۷ دسامبر ۱۹۹۹ کشف شد.
قدر مطلق سیارک برابر ۱۹.۵ است.